# Metropolitan Life Insurance Company Tower
Metropolitan Life Insurance Company Tower, oftast benämnd Met Life Tower, är en 213,4 meter hög skyskrapa på Manhattan i New York, uppförd 1909. Byggnaden har 50 våningar som bland annat hyser kontor. Den är ritad av arkitekten Napoleon LeBrun. Ungefär 110 meter upp på byggnaden sitter en stor klocka som är 8,1 meter i diameter.
Met Life Tower var världens högsta byggnad mellan 1909 och 1913 tills titeln övertogs av Woolworth Building med sina 241,4 meter och 57 våningar. Innan Met Life Tower byggdes var den nu rivna Singer Building med 186,6 meter världens högsta byggnad 1908-1909.